# Racza (wzniesienie)
Racza – wzniesienie o wysokości 211 m n.p.m. na Pojezierzu Wałeckim, położone w woj. zachodniopomorskim, w powiecie	drawskim, w gminie Wierzchowo.
Niecałe 2 km na zachód od Raczej leży wieś Garbowo.
Nazwę Racza wprowadzono urzędowo w 1950 roku, zastępując poprzednią niemiecką nazwę Hochratzen Berg.